# Apatin
Apatin (serbocroata cirílico: Апатин) es un municipio y villa de Serbia perteneciente al distrito de Bačka del Oeste de la provincia autónoma de Voivodina.
En 2011 su población era de 28 929 habitantes, de los cuales 17 411 vivían en la villa y el resto en las 4 pedanías del municipio. La mayoría de los habitantes del municipio son serbios (18 164 habitantes), con minorías de magiares (3102 habitantes) y croatas (3015 habitantes).
Se ubica en la orilla oriental del Danubio que marca la frontera con Croacia, sobre la carretera 107, unos 10 km al suroeste de Sombor.

## Historia
Se conoce la existencia de la localidad desde el año 1011, cuando se menciona en un documento episcopal de Kalocsa. Originalmente pertenecía al condado de Bodrog del reino de Hungría, pero a partir del siglo XIV el área se hizo feudal y pasó a estar controlada por nobles serbios como Esteban Lazarević y Jovan Nenad, hasta que en 1541 fue conquistada la zona por el Imperio otomano. Durante el período otomano, fue una pequeña localidad étnicamente serbia del sanjacado de Segedin.
Tras su incorporación al Imperio Habsburgo a finales del siglo XVII, fue repoblada en 1690 por serbios bajo la dirección de Arsenije III Crnojević, pero en 1748 los serbios fueron mayoritariamente expulsados a Stapar y los alemanes se asentaron en la localidad. Los alemanes convirtieron a Apatin en un centro industrial, abriendo una cervecería y una destilería en 1756 y una fábrica textil en 1764. La localidad adoptó estatus de villa en 1760. A finales del siglo XVIII, la mayor parte de la localidad fue destruida en una inundación del Danubio, siendo reconstruida en el siglo XIX. Los alemanes, que a principios de siglo XX eran la mayoría de los habitantes, fueron expulsados del área al finalizar la Segunda Guerra Mundial, siendo repoblada la localidad por serbios de Lika.

## Pedanías
- Kupusina
- Prigrevica
- Svilojevo
- Sonta

## Deportes
- FK Mladost Apatin